# London-Marathon 2005
| 25. London-Marathon    | 25. London-Marathon            |
| ---------------------- | ------------------------------ |
| Stadt                  | London, Vereinigtes Königreich |
| Datum                  | 17. April 2005                 |
| Distanz                | 42,195 Kilometer               |
| Sieger                 |                                |
| Männer                 | Martin Kiptoo Lel (2:07:28 h)  |
| Frauen                 | Paula Radcliffe (2:17:42 h)    |
| ← London-Marathon 2004 | London-Marathon 2006 →         |
| Website                | Offizielle Website             |

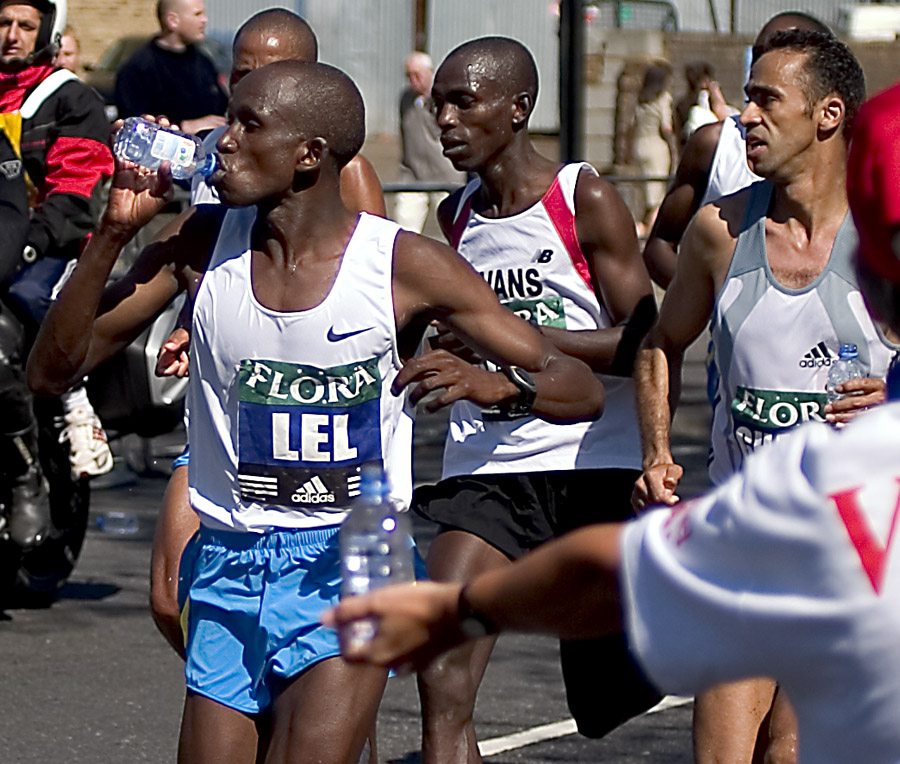
Martin Kiptoo Lel

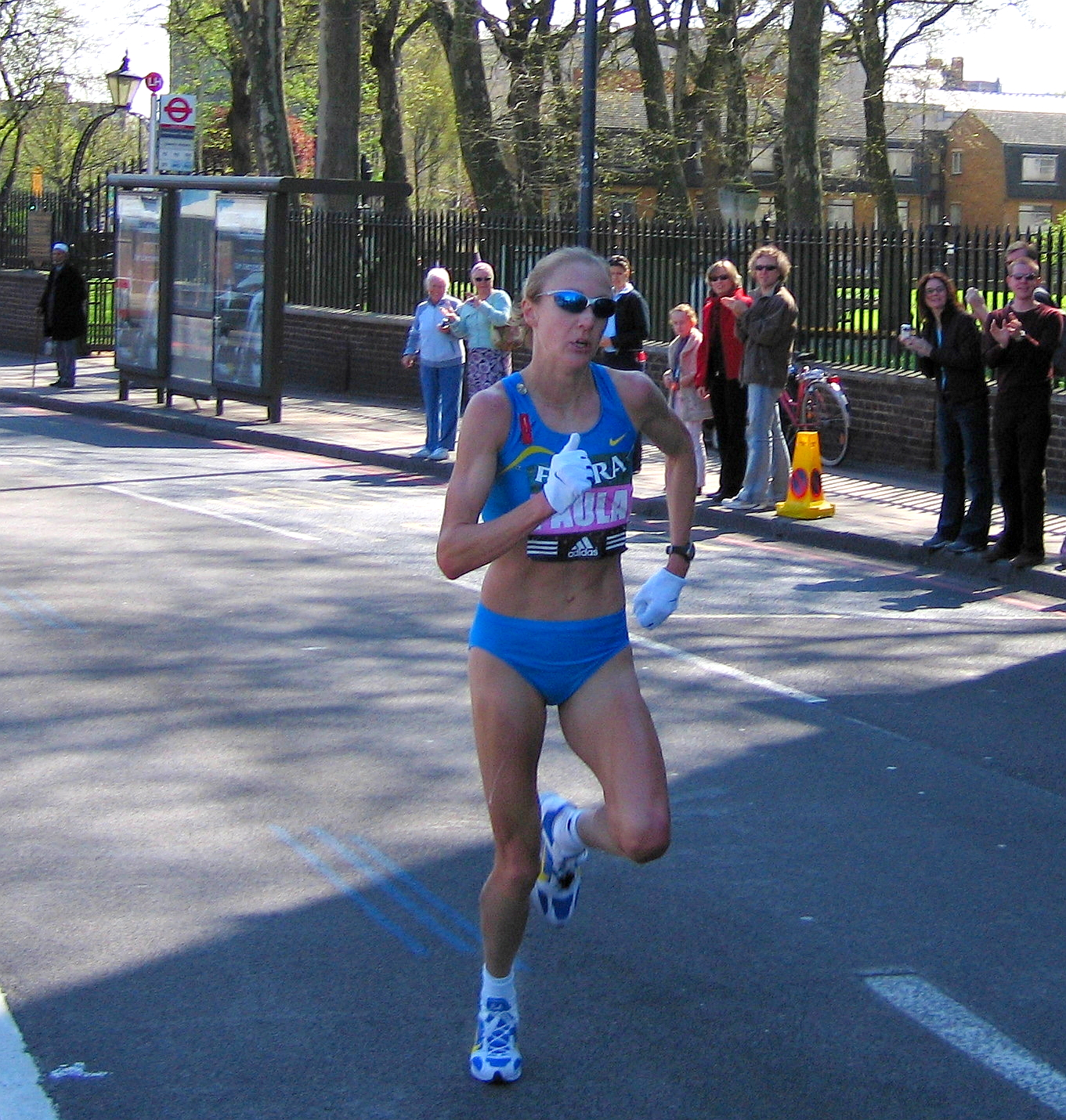
Paula Radcliffe

Der London-Marathon 2005 (offiziell: Flora London-Marathon 2005) war die 25. Ausgabe der jährlich stattfindenden Laufveranstaltung in London, Vereinigtes Königreich. Der Marathon fand am 17. April 2005 statt.
Bei den Männern gewann Martin Kiptoo Lel in 2:07:28 h, bei den Frauen Paula Radcliffe in 2:17:42 h.

## Ergebnisse

### Männer
| Platz | Athlet                | Land                   | Zeit (h) |
| ----- | --------------------- | ---------------------- | -------- |
| 01    | Martin Kiptoo Lel     | Kenia                  | 2:07:28  |
| 02    | Jaouad Gharib         | Marokko                | 2:07:49  |
| 03    | Hendrick Ramaala      | Südafrika              | 2:08:32  |
| 04    | Abdelkader El Mouaziz | Marokko                | 2:09:03  |
| 05    | Stefano Baldini       | Italien                | 2:09:25  |
| 06    | Jon Brown             | Vereinigtes Königreich | 2:09:31  |
| 07    | Toshinari Suwa        | Japan                  | 2:10:23  |
| 08    | Paul Tergat           | Kenia                  | 2:11:38  |
| 09    | Sammy Korir           | Kenia                  | 2:12:36  |
| 10    | Evans Rutto           | Kenia                  | 2:12:49  |

### Frauen
| Platz | Athletin         | Land                   | Zeit (h) |
| ----- | ---------------- | ---------------------- | -------- |
| 01    | Paula Radcliffe  | Vereinigtes Königreich | 2:17:42  |
| 02    | Constantina Diță | Rumänien               | 2:22:50  |
| 03    | Susan Chepkemei  | Kenia                  | 2:24:00  |
| 04    | Margaret Okayo   | Kenia                  | 2:25:22  |
| 05    | Ljudmila Petrowa | Russland               | 2:26:29  |
| 06    | Benita Willis    | Australien             | 2:26:32  |
| 07    | Joyce Chepchumba | Kenia                  | 2:27:01  |
| 08    | Sonia O’Sullivan | Irland                 | 2:29:01  |
| 09    | Mulu Seboka      | Äthiopien              | 2:30:54  |
| 10    | Mara Yamauchi    | Vereinigtes Königreich | 2:31:52  |